# جان او. آلبرگ
جان او. آلبرگ (انگلیسی: John O. Aalberg؛ ۳ آوریل ۱۸۹۷ – ۳۰ اوت ۱۹۸۴) یک مهندس، و مهندس صدا اهل ایالات متحده آمریکا بود.

## بخشی از فیلمشناسی
- گوژپشت نتردام (فیلم ۱۹۳۹) (۱۹۳۹)
- کیتی فویل (فیلم) (۱۹۴۰)
- همشهری کین (۱۹۴۱)
- چه زندگی شگفت‌انگیزی (۱۹۴۶)